# بالرغم من تساقط الثلوج (فلم)
بالرغم من تساقط الثلوج (بالإنجليزية: Despite the Falling Snow) فيلم دراما، وغموض، رومانسي بريطاني إنتاج عام 2016، عن الجاسوسية أثناء الحرب الباردة، للمخرجة والكاتبة البريطانية الجنسية، الهندية الأصل شاميم ساريف ، والفيلم مقتبس من روايتها التي تحمل نفس الاسم، بطولة ريبيكا فيرجوسون وسام ريد.

## طاقم التمثيل
- ريبيكا فيرجوسون: في دور كاتيا ودور لورين
- سام ريد: في دور ساشا شاباً[5]
- تشارلز دانس: في دور ساشا كبير السن
- أنتيه تراوي: في دور مارينا
- أوليفر جاكسون كوهين: في دور ميشا
- ثير لاندهارد: في دور ديمترى
- أنتوني هيد: في دور ميشا العجوز

- ايمي نوتال: في دور مايا
- بن بات: في دور أولج
- ميلوس تيموتيجيفيتش: في دور الرجل الأول
- برانيسلاف توماسيفيتش: في دور رجل المخابرات السوفيتية
- آنا سوفرينوفيتش: في دور ناديا
- بيتر جيه شافي: في دور حارس
- تمارا كركونوفيتش: في دور فتاة الاستقبال
- مارك جاكس: في دور كاتب[6]

## أحداث الفيلم
تدور الأحداث حول ساشا إيفانوف، الذي يعمل سكرتيراً بوزارة خارجية الاتحاد السوفيتي 1961، ويسافر مع وفد من دولته إلى الولايات المتحدة الأمريكية، ويغافل أعضاء الوفد السوفيتي لينفذ خطته، ويلجأ سياسيًّا لأمريكا، ويتم تأمينه من قبل المخابرات الأمريكية. يسأل ساشا مراراً وتكراراً عن زوجته كاتيا التي اختفت قبل قدومه إلى الولايات المتحدة، ويؤكد له الجميع أن الاتصال معها قد فُقد تماما، وبعد مرور ثلاثين عامًا يصبح ساشا رجل أعمال ناجح، ويفكر في العودة للبحث عن كاتيا. تعود الأحداث إلى خمسينات القرن الماضي مع كاتيا الشابة السوفيتية التي فقدت والديها خلال القمع الستاليني عندما كانت في الحادية عشرة من عمرها، وعلى الرغم من أنها تدعي أنها شيوعية، إلا أنها تكره النظام السوفيتي وتتجسس لصالح الأمريكيين، كما تساعدها صديقتها ميشا الجاسوسة أيضا، في الحصول على معلومات مهمة للأمريكيين. تبدأ كاتيا في مهمة جديدة للتجسس، وتلتقي بالشاب الوسيم ساشا الذي يعمل بالكرملين وتصادقه بغرض التجسس عليه، ولكن المهمة تتحول إلى قصة حب بين كاتيا وساشا وتنتهى بالزواج. تخطط كاتيا للانشقاق إلى الولايات المتحدة مع ساشا، ولكن قبل رحلتها إلى الولايات المتحدة تختفى كاتيا بشكل غامض.
يزور ساشا روسيا ما بعد الشيوعية لحل اختفاء كاتيا، ويعمل هو وابنة أخته لورين، التي أصبحت فنانة  تعرض أعمالها في معرض بموسكو، بحثًا عن أسرار اختفاء كاتيا، يلتقيان بزميل قديم لها يدعى ميشا، الذي أصبح مدمنا على الكحول، والذي يعترف في النهاية أنه أطلق النار على كاتيا قبل أن تغادر إلى الولايات المتحدة.

## الإنتاج
صُوّر الفيلم في بلغراد، صربيا، ووضع الموسيقى راشيل بورتمان، والأداء لأوركسترا مدينة براغ الفلهارموني.

## الجوائز واستقبال الفيلم
حاز الفيلم على ثلاث جوائز في مهرجان براغ المستقل للأفلام لعام 2016:Prague Independent Film Festival
أفضل فيلم روائي، وأفضل ممثلة (ريبيكا فيرغسون)، وأفضل ممثل مساعد (أنتوني هيد)
مهرجان بوفالو نياجرا السينمائي 2016: Buffalo Niagara Film Festival فاز بجائزة النوع: أفضل ممثلة في دور رئيسي (ريبيكا فيرجسون)
مهرجان كاليفورنيا السينمائي المستقل 2016:California Independent Film Festival فاز بجائزة سليت لأفضل فيلم درامي، وأفضل ممثلة (ريبيكا فيرجسون)
مهرجان كندا السينمائي الدولي 2016: Canada International Film Festival فاز بجائزة التميز للمخرجة والكاتبة شميم صريف، وشركة الإنتاج
جوائز مهرجان ميلانو السينمائي الدولي 2016 (MIFF): فاز بجائزة أفضل تصوير سينمائي، وأفضل تصميم إنتاج، وأفضل موسيقى
مهرجان أورلاندو السينمائي 2016: Orlando Film Festival فاز بجائزة أفضل تصوير سينمائي
مهرجان سيدونا السينمائي الدولي 2016 Sedona International Film Festival: فاز بجائزة اختيار المخرج
تم تقييم الفيلم في موقع روتن توميتوز بناء على 22 نقد سينمائي بدرجة 4.12/10

## وصلات خارجية
- مقالات تستعمل روابط فنية بلا صلة مع ويكي بيانات